# Hands (Little Boots)
Hands è l'album di debutto della cantante britannica Little Boots, pubblicato l'8 giugno 2009 in Gran Bretagna dall'etichetta Atlantic Records.

## L'album
Ha riscontrato giudizi generalmente positivi da parte di numerose riviste inglesi, tra le quali The Times e The Guardian.
La raccolta fonde stili musicali molto diversi, tra cui disco music, pop anni '80, ed eurodance. Ha raggiunto la posizione numero cinque in Inghilterra, mentre il suo maggiore singolo, New in Town, ha raggiunto la ventesima posizione.

## Tracce
| #  | Titolo                        | Compositore/i                      | Produttore/i           | Length |
| -- | ----------------------------- | ---------------------------------- | ---------------------- | ------ |
| 1  | "New in Town"                 | Victoria Hesketh, Greg Kursti      | Kurstin                | 3:19   |
| 2  | "Earthquake"                  | Hesketh, Kurstin                   | Kurstin                | 4:04   |
| 3  | "Stuck on Repeat"             | Hesketh, Kurstin, Joe Goddard      | Joe Goddard            | 3:22   |
| 4  | "Click"                       | Hesketh                            | Jas Shaw, Fred Ball    | 3:16   |
| 5  | "Remedy"                      | Hesketh, RedOne                    | RedOne                 | 3:19   |
| 6  | "Meddle"                      | Hesketh, Kurstin, Goddard          | Goddard, Kurstin       | 3:16   |
| 7  | "Ghost"                       | Hesketh                            | Shaw                   | 3:03   |
| 8  | "Mathematics"                 | Hesketh, Kurstin, Goddard          | Kurstin, Goddard       | 3:26   |
| 9  | "Symmetry" (con Philip Oakey) | Hesketh, Roy Kerr, Anu Pillai      | Kid Gloves             | 4:30   |
| 10 | "Tune into My Heart"          | Hesketh, Pascal Gabriel            | Gabriel, Semothy Jones | 3:42   |
| 11 | "Hearts Collide"              | Hesketh, R. Stannard, Julian Peake | Stannard               | 3:45   |
| 12 | "No Brakes"                   | Hesketh, Stannard, Peake           | Stannard               | 3:58   |
| 12 | "Hands" (traccia nascosta)    | Hesketh                            | Shaw                   | 4:06   |

## Classifiche
| Classifica (2009)                 | Posizione massima |
| --------------------------------- | ----------------- |
| Australia (Hitseekers Albums)     | 4                 |
| Europa                            | 19                |
| Irlanda                           | 20                |
| Giappone                          | 36                |
| Regno Unito                       | 5                 |
| U.S. Billboard Heatseekers Albums | 7                 |